# Mirza Hindal
Abu Nasir Muhammad Mirza Hindal (1519 -1551) fou el fill més jove de Baber i de la seva muller Dildar Begam. Va agafar el seu nom (Hindal) per haver nascut durant una campanya del seu pare a l'Índia (Hind) el 1519. Fou criat per la seva mare adoptiva Maham, primera esposa de Baber i mare d'Humayun.
Quan va morir Baber el 1530, tenia 11 anys i ja era a Badakhxan lluitant contra els uzbeks. Humayun va pujar al tron i li va cedir Alwar en jagir. El 1514, amb 14 anys va lluitar contra el rebel Tatar Khan que estava aliat al sultà Bahadur Xah Gudjarati.
Mentre Humayun era a Gaur, en la campanya de Bengala, Mirza Hindal es va dirigir a Agra amb un exèrcit (1538), va ocupar el palau reial i va emetre diversos firmans imperials com a emperador en funcions. Humayun va enviar a Shaykh Bahlul, fill d'un santó de Gwalior de nom Muhammad Ghawth, per convèncer el seu germà d'abandonar la seva actitud, però Bahlul fou executat per Hindal; llavors l'emperador va abandonar Gaur però fou bloquejat per Sher Shah a Chausa. Mentre Kamran un altre germà, que havia de combatre a Hindal, va marxar de Lahore cap a Agra, però es va posar d'acord amb Hindal per repartir-se l'imperi i va ocupar el lloc d'emperador en funcions a Agra. L'emperador va provar de fer la pau amb Sher Shah Suri, però aquest va atacar i va lliurar la batalla de Chausa el 26 de juny de 1539 on Humayun fou greument derrotat i on Mirza Hindal, que havia ofert al seu germà ajuda per cobrir la rereguarda, va abandonar a Humayun en el pitjor moment, deixant desguarnida aquesta rereguarda, el que va permetre a Sher Shah rodejar a Humayun. L'emperador va anar llavors a Agra, i va negociar amb els seus germans durant sis mesos. Prop del campament d'Hindal a Rohri, Humayun va conèixer Hamuda Banu Begam i va decidir fer-la la seva esposa, irritant a Hindal; Humayun va insistir i Hindal va marxar llavors cap a Kandahar, d'eon va expulsar al seu germà Kamran. Humayun va perdonar finalment a Hindal i li va permetre conservar Kandahar.
El 1546 Hindal es va distingir a la batalla de Kunduz i en recompensa va rebre Badakhshan. Va morir en un atac nocturn per sorpresa del seu germà Kamran el 21 de novembre de 1551 a Dju-yi Shahi a l'est de l'Afganistan.
Estava casat amb Sultanim Begam (germana de Sayyid Mahdi Khwadja, casat amb una germana de Baber de nom Khanzada Begam). Va deixar una filla, Rukayra Begam (morta el 4 de febrer de 1626) que fou la primera esposa d'Akbar el Gran, però no va tenir fills.